# Rocca dei Conti Guidi (Modigliana)
Die Rocca dei Conti Guidi, auch La Roccaccia genannt, ist die Ruine einer mittelalterlichen Höhenburg über dem Dorf Modigliana in der italienischen Region Emilia-Romagna.

## Geschichte
Am 8. September 896 überließ die Gräfin Ingelrada Modigliana ihrem Sohn Pietro, Diakon in Ravenna. Im Jahre 925 gehörte die Burg von Modigliana Ingelrada II., der Tochter des Grafen Martin von Ravenna. Im 10. Jahrhundert wurde Guido, das Familienoberhaupt der Grafen Guidi, zum Pfalzgrafen des Kaisers Otto I. gemacht und erhielt von diesem das Lehen Modigliana in der Romagna.
Am 28. September 1164 bestätigte der Kaiser Friedrich Barbarossa dem Grafen Guido Guerra III. Guidi den Besitz der Burg Modigliana. 1166 weilte der Kaiser in dieser Burg mit seiner Kaiserin, die dort einen Sohn zur Welt brachte, der Konrad genannt wurde. Am 25. Mai 1191 bestätigte der Kaiser Heinrich VI den Grafen Guidi den Besitz der Burg von Modigliana. Am 29. November 1220 tat dies ebenfalls der Kaiser Friedrich II. Am 21. März 1230 fiel Modigliana durch Erbaufteilung unter den Grafen Guidi an Guido und Tegrimo.
1278 wurde Modigliana von den Florentinern belagert. Am 14. Juni 1362 unterstellte sich Guido di Domestico der Grafen Guidi aus Modigliana Florenz mit seinen Burgen, darunter auch der von Modigliana. Am 7. August 1377 unterwarf sich Modigliana Florenz und in der Folge dieses Ereignisses ließen die Florentiner einen dritten Mauerring errichten (zusätzlich zum ersten in der Nähe der Burg und dem zweiten dazwischen), der mehrere Meilen lang und mit 12 Türmen besetzt war und mit einem imposanten Tor endete, also der „Tribuna“ zum Fluss Tramazzo hin. 1415 war Modigliana eine Burganlage ersten Grades im Bezirk Florenz. 1440 wurde die Burg von Modigliana von den Truppen von Guidantonio Manfredi eingenommen, der eine Spende der Familie Visconti erhielt.
1445 gelangte die Burg von Modigliana erneut in den Besitz von Florenz. 1502 stürmte Vitellozzo Vitelli die Burg von Modigliana und plünderte sie. Danach verlor sie ihre militärische Bedeutung; das Erdbeben von 1661 und weitere starke Erdstöße 1773 besiegelten die Aufgabe der Burg. 1918 stürzte ein Teil des runden Bergfrieds ein, wodurch dieser vertikal geteilt wurde.

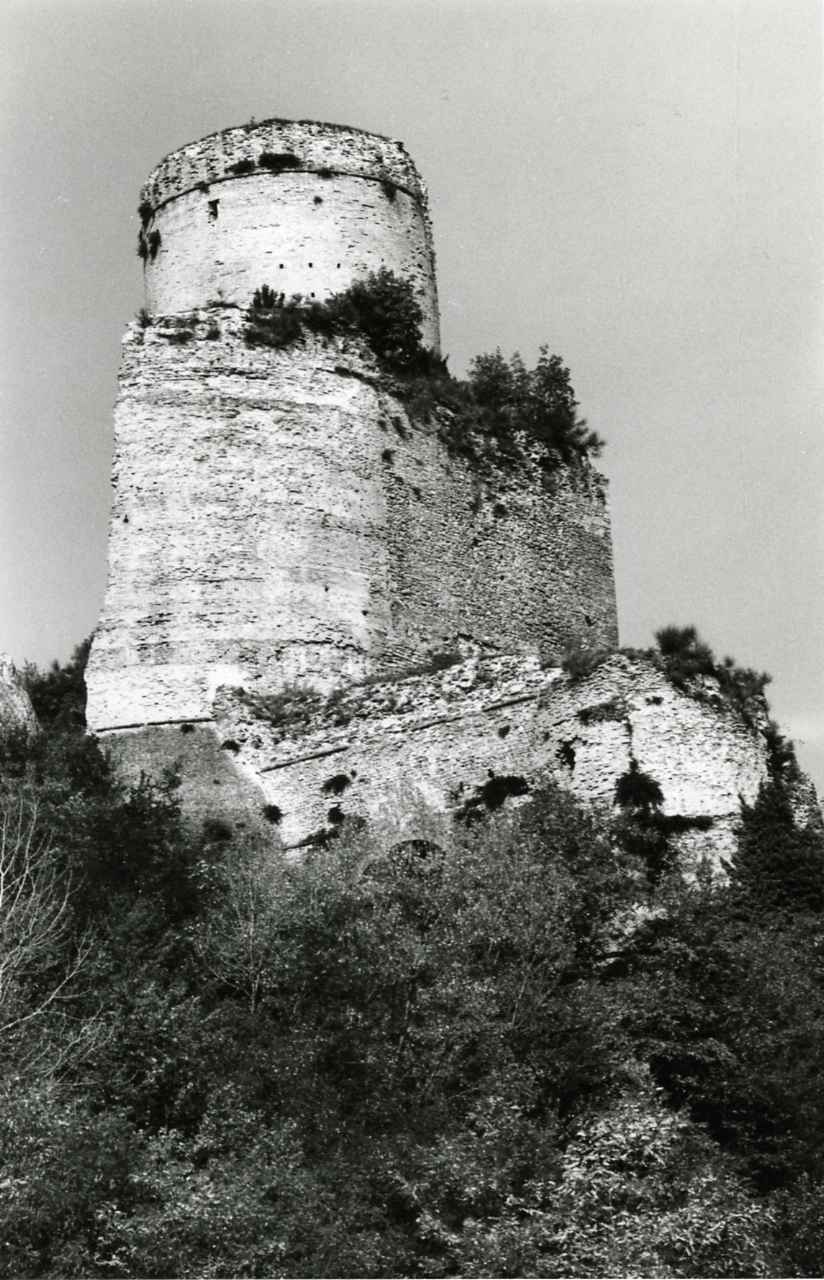
Bergfried der Rocca dei Conti Guidi auf einem Foto von Paolo Monti 1971
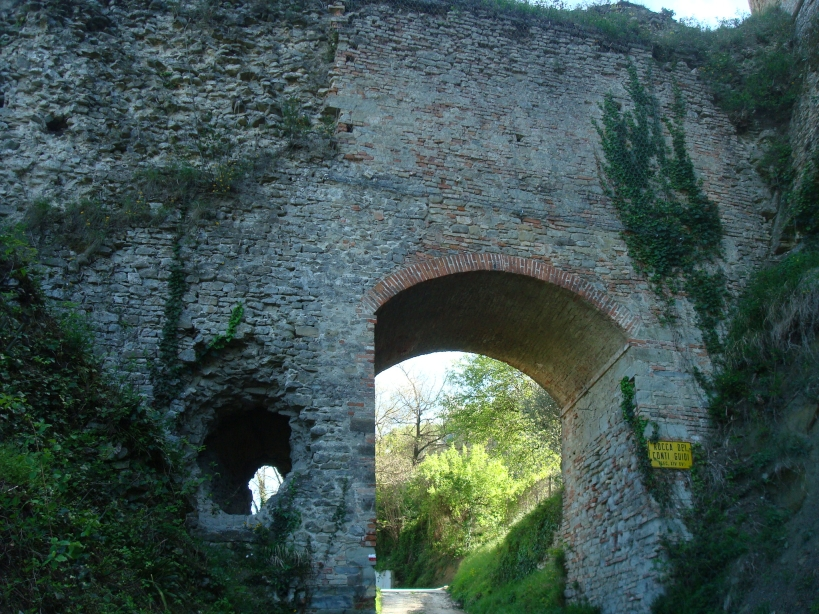
Zugangstor zur Burgruine